# Miot (recette)
Pour les articles homonymes, voir miot (homonymie).
Le miot, ou la miotté, est une soupe froide à base de vin ou de lait froid d'origine tourangelle.

## Composition
Sa recette simple consiste à faire tremper des morceaux de pain dur, généralement rassis, dans du vin rouge ou blanc auquel du sucre est ajouté. Les vins utilisés sont les cépages traditionnels de Touraine : grolleau, gamay. Certaines variantes proposent un mélange moitié eau moitié vin ou des glaçons, d'autres considèrent que le véritable miot est fait à base de lait et que c'est la miotté qui réclame du vin ou du cidre.

## Consommation
C'est une boisson rafraîchissante qui se consomme plutôt en été pour le goûter et traditionnellement après des travaux agricoles. Dans le Poitou, cette recette est appelée « miget ».